# Бенджамін Франклін (книга)
Бенджамін Франклін (англ. Benjamin Franklin: An American Life)  — книга Волтера Айзексона, що вперше вийшла у видавництві «Simon & Schuster» у червні 2005 року. Українською мовою вперше перекладена у 2019 році. 

## Огляд книги
Книга американського журналіста, письменника, автора бестселерів про Ейнштейна та Стіва Джобса, розкриває життєвий шлях одного з найвідоміших діячів американської історії, політика, бізнесмена, винахідника, дипломата — Бенджаміна Франкліна (1706-1790). Його портрет зображений на стодоларовій купюрі, а крилатий вислів «Час — гроші» знають та цитують на всіх континентах. 
Як винахідник, Франклін створив крісло-гойдалку, біфокальні окуляри, громовідвід, передбачив появу кріоніки. Будучи дипломатом, висунув ідею федеральної урядової моделі. 
Праця Волтера Айзексона — ще один доказ безцінного спадку, що його після себе залишив великий американський діяч. Автор досліджує особистість та життєвий шлях Бенджаміна Франкліна, його погляди, а також аспекти, які стали основою самосвідомості американського народу - духу демократії, поваги до праці, раціоналізму та філософського прагматизму.

## Основний зміст
Книга складається з 16 розділів, у кожному з яких розкривається певний період життя та діяльності Франкліна. Роки перебування в Бостоні, Філадельфії, Лондоні, Парижі, де майбутній національний герой США постає в різних іпостасях: як громадський діяч, друкар, бунтівник, миротворець, мудрець. 
Вперше розкриваються маловідомі факти з особистого життя Б. Франкліна — дивовижного генія з типовими людськими слабостями. Його непрості відносини з сином та онуком, сімейні чвари, інтимні походеньки з дамами вищого світу Парижу… А також розповідається про його поліграфічний бізнес, наукові заняття, діяльність під час війни за незалежність. 
Щоб не трапилось, Бенджамін завжди залишався собою: носив прості костюми та свій знаменитий капелюх, ігнорував перуку, а інколи поводився так, що беззаперечно затьмарював всі свої видатні заслуги.

## Переклад українською
- Волтер Айзексон. Бенджамін Франклін / пер. Геннадій Шпак. — К.: Наш Формат, 2019. — ISBN 978-617-7682-30-0.